# 엘런 뮤스
엘런 애나 뮤스(영어: Ellen Anna Muth, 1981년 3월 6일 ~ )는 미국의 배우이다.

## 출연 작품
- 마가린 워스 (2012)
- 로즈 앤 바이올렛 (2011)
- 데드 라이크 미: 라이프 애프터 데스 (2009)
- 데드 라이크 미 (2003)
- 투 어게인스트 타임 (2002)
- 파이어스톰 2 (2002)
- 돌로레스 클레이븐 (1994)